# 王彦程
王 彦程（ワン・イェンチェン、繁体字：王 彥程、2001年2月14日 - ）は、台湾出身のプロ野球選手（投手・育成選手）。アミ族。左投左打。東北楽天ゴールデンイーグルス所属。

## 経歴

### 日本球界入り前
2018年、穀保家商在籍時にBFA U-18アジア選手権大会にチャイニーズタイペイ代表として出場。9月7日に行われた準決勝の日本戦（KIRISHIMAサンマリンスタジアム宮崎）では、2安打1失点で完投勝利を挙げ、チームは準優勝を果たした。
2019年8月20日、NPBの東北楽天ゴールデンイーグルスと育成選手契約で合意したことが発表された。背番号は017。

### 楽天時代
2019年9月2日、U-18ワールドカップの日本戦では、先発し5回1失点の好投で勝利を挙げた（5回終了降雨コールド）。
2020年はイースタン・リーグ10試合に登板し、2勝4敗、防御率5.21の成績を残した。
2021年はイースタン・リーグで21試合に登板。2勝3敗、防御率3.38の成績を残した。
2022年はイースタン・リーグで12試合に登板。2勝4敗、防御率4.15という成績であった。
2023年はイースタン・リーグ11試合に登板し、3勝1敗、防御率3.70の成績を残した。11月18日、アジア プロ野球チャンピオンシップの韓国戦で先発登板したが、2回途中までで5失点を喫し降板し、敗戦投手となった。12月1日に翌年の残留が発表された。
2024年は二軍で9試合に登板。1勝4敗、防御率2.48を記録した。11月14日に翌年の残留が発表された。

## プレースタイルなど
左腕から最速151km/hの直球やスライダーを中心に投球を組み立てる。

## 人物
2024年オフに楽天に入団し、チームメイトとなった蕭齊は高校の後輩にあたる。蕭が入団した際、入寮にあたって日用品をいくつか譲ったという。

## 詳細情報

### 背番号
- 017（2019年8月20日[4] - ）

### 代表歴
- 2018年BFA U-18アジア選手権大会チャイニーズタイペイ代表
- 2023 アジア プロ野球チャンピオンシップ チャイニーズタイペイ代表